# DSA-210
La DSA-210 es una carretera perteneciente a la Red Primaria de la Diputación Provincial de Salamanca que une las carreteras  CL-512  y  DSA-220 .
Además, también pasa por Aldealgordo.

## Origen y destino
La carretera  DSA-210  tiene su origen en Aldeatejada en la intersección con la carretera  CL-512  y termina en la intersección con la carretera  DSA-220  en Las Veguillas formando parte de la Red de carreteras de Salamanca.